# Camilla Waltersson Grönvall

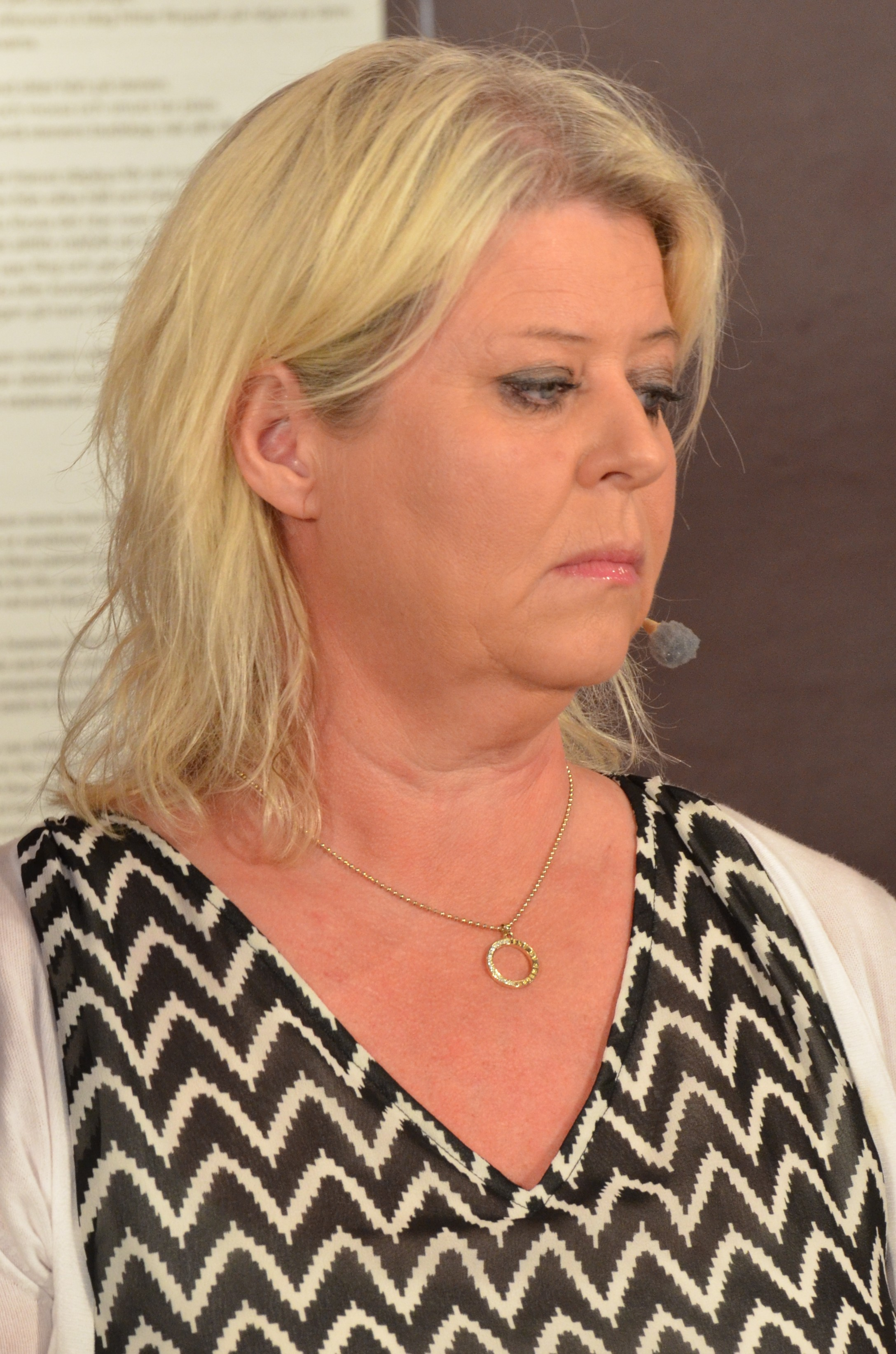
Camilla Waltersson Grönvall (2016)

Camilla Waltersson Grönvall (* 19. März 1969 in Kullings-Skövde, Älvsborgs län) ist eine schwedische Politikerin der Moderaten Sammlungspartei (Moderata samlingspartiet), die unter anderem zwischen 2010 und 2022 Mitglied des Reichstages war und seit dem 18. Oktober 2022 Ministerin für Sozialdienste im Ministerium für Soziales und öffentliche Gesundheit in der Regierung Kristersson ist.

## Leben
Camilla Waltersson Grönvall, Tochter des selbständigen Elektrikers Rolf Waltersson und der Sachbearbeiterin Mona Haga Waltersson, schloss 1989 den geisteswissenschaftlichen Zweig der Obersekundarschule an der Alströmerskolan in Alingsås ab und absolvierte zwischen 1992 und 1998 ein Lehramtsstudium für Schwedisch und Englisch an der Universität Karlstad sowie der Universität Göteborg. Während des Studiums begann sie ihr politisches Engagement in der Moderaten Sammlungspartei (Moderata samlingspartiet) und war von 1993 bis 1996 Vorsitzende von deren Jugendorganisation Moderata ungdomsförbundet (MUF) in Norra Älvsborg. Nach Abschluss ihres Studiums war sie von 1998 bis 2009 Lehrerin und später Rektorin verschiedener Schule wie der Sjuntorpskolan in Trollhättan, der Fuxernaskolan in Lilla Edet und der Kyrkbyskolan in Nödinge. Sie war zudem zwischen 1998 und 2002 Mitglied der Bildungsgruppe in Göteborg und zugleich von 1998 bis 2002 auch Vizevorsitzende der Bildungsgruppa in Lilla Edet. Danach war sie zwischen 2002 und 2010 Vorsitzende der Bildungsgruppa in Lilla Edet sowie von 2006 bis 2010 erneut Mitglied der Bildungsgruppe in Göteborg.
Bei der Wahl vom 19. September 2010 wurde sie für die Moderate Sammlungspartei im Wahlkreis 299 Västra Götalands läns västra erstmals zum Mitglied des Reichstages gewählt und wurde bei den darauf folgenden Wahlen am 14. September 2014, 9. September 2018 und 11. September 2022 jeweils wiedergewählt. Während ihrer Parlamentszugehörigkeit war sie Mitglied verschiedener Ausschüsse sowie zwischen 2014 und 2017 zunächst bildungspolitische Sprecherin und daraufhin von 2017 bis 2022 sozialpolitische Sprecherin der Moderata samlingspartiet.
Am 18. Oktober 2022 wurde Camilla Waltersson Grönvall als Ministerin für Sozialdienste (Socialtjänstminister) im Ministerium für Soziales und öffentliche Gesundheit in die Regierung Kristersson berufen und ist damit zuständig für die Bereiche Soziale Dienste, Menschen mit Behinderungen und Kinderrechte.
Camilla Waltersson Grönvall lebt in Lilla Edet, ist verheiratet und hat drei Kinder.